# 72 (nombre)
« Soixante-douze » et « septante-deux » redirigent ici. Pour l'année, voir 72.
Le nombre 72 (septante-deux ou soixante-douze) est l'entier naturel qui suit 71 et qui précède 73.

## En mathématiques
Le nombre 72 est :
- le quatrième nombre à être quatre fois   brésilien (ou 4-brésilien) car 72 = 6611 = 4417 = 3323 = 2235,
- la somme de quatre nombres premiers consécutifs (13 + 17 + 19 + 23) et de six nombres premiers consécutifs (5 + 7 + 11 + 13 + 17 + 19),
- un nombre Harshad,
- un nombre oblong,
- la mesure en degrés des angles au centre d'un pentagone régulier,
- un nombre hautement totient : il y a 17 solutions à l'équation  φ(x) = 72 (φ étant l'indicatrice d'Euler ou fonction totient)), plus que pour tout entier plus petit que 72.

## Dans d'autres domaines

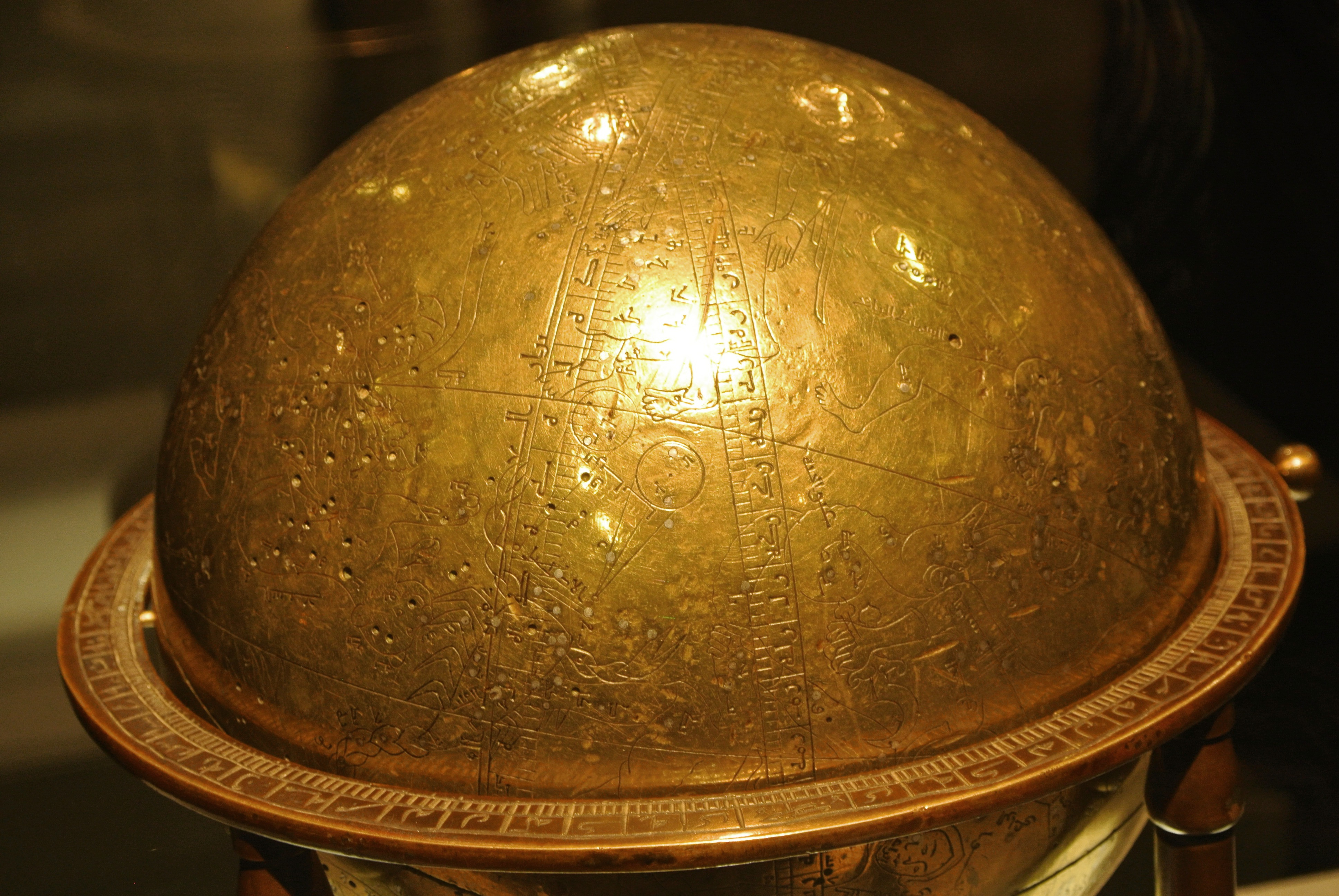
Globe céleste, Ispahan (?), Iran 1144. Visible au musée du Louvre, ce globe est le troisième plus vieux encore existant au monde. Comme les astrolabes, il est entouré d'une mesure de 72 arcs de cercle, chacun divisé en cinq, soit un total de 360°.

### Cosmologie antique, numérologie et religion
Pour les mêmes raisons que 12 dont il est un multiple, 72 a beaucoup inspiré les mystiques et est donc aussi :
- Les 72 noms de Dieu dans la tradition juive : le Schem-hamephorash.
- Le nombre de langues parlées à la Tour de Babel d'après la Bible, Babylone étant également entourée de 360 ( 72×5 ) tours.[réf. nécessaire]
- Le nombre total de livres dans la Bible catholique (qui peut aussi être compté à 73), si l'on considère le Livre des Lamentations comme faisant partie du Livre de Jérémie, comme cela est d'usage répandu[1].
- Le nombre de traducteurs de la Septante, d'après une légende répandue, et le nombre de jours qu'ils ont pris pour la traduire ensemble, d'après la même légende.
- Dans l'évangile selon St Luc, chapitre 10, versets 1 et 17, le nombre des disciples envoyés par Jésus est soit 70 (Codex Sinaiticus) soit 72 dans certains codex de la tradition alexandrine et occidentale. Ce nombre symboliserait l'universalité de l'envoi vers toutes les nations connues ou pour toutes les langues parlées.

Luc X, 1 : « Après cela, le Seigneur en désigna encore 70-72 autres, et il les envoya devant lui, deux par deux, en toute ville et lieu où lui-même devait aller». Habituellement, il est dit qu'il les envoie en mission. Au regard du verset suivant, il les envoie plutôt en moisson. « Luc X, 2 : « Il leur disait : "La moisson est abondante, mais les ouvriers sont peu nombreux. Priez donc le maître de la moisson d'envoyer des ouvriers à sa moisson”.»
- Dans la foi musulmane et d'après certains hadith, le nombre de Houris que l'on rencontre après la mort. Le terme de Houri est indéfini, mais traduit par l'adjectif vierge dans les langues occidentales.
- Pour les gnostiques, dans l'évangile de Judas, les  72 astres qui eux-mêmes firent apparaître trois cent soixante (72 × 5) astres[2].
- Le nombre de nations dans une prière yézidie[3]
- Le nombre de Stūpas dans le temple de Borobudur, lié à la Cosmologie bouddhiste.
- Dans l'antiquité, la fraction de chaque jour de l'année pris par un dieu à la Lune, pour récupérer les cinq jours intercalaires de différence entre le calendrier de 360 jours (72 × 5) et le calendrier de 365 jours.[réf. nécessaire]

### Autres utilisations
Le nombre 72 est aussi :
- Le numéro atomique du hafnium, un métal de transition.
- le numéro de la sourate Al-Jinn dans le Coran.
- Le n° du département français de la Sarthe.
- La désignation du char d'assaut soviétique T-72.
- Années historiques : -72, 72 ou 1972.
- Ligne 72 .
- Dans Assassin's Creed Brotherhood, c'est le mot de passe de la porte ou se cache la Pomme d'Eden en référence au Schem-hamephorash (voir ci-dessus).
- Les 72 tomes de Naruto.